# Cole Bassett
Cole John Bassett (ur. 28 lipca 2001 w Littleton) – amerykański piłkarz występujący na pozycji ofensywnego lub środkowego pomocnika, reprezentant Stanów Zjednoczonych, od 2023 roku zawodnik Colorado Rapids.